# Jennifer Screen
Jennifer Ellen Screen (Newcastle, 26 de febrero de 1982) es una jugadora de baloncesto australiana. Ha conseguido 3 medallas en competiciones internacionales con Australia.